# Tutwiler (Mississippi)
Tutwiler ist ein Ort im Tallahatchie County im US-Bundesstaat Mississippi. Das U.S. Census Bureau hat bei der Volkszählung 2020 eine Einwohnerzahl von 2476 ermittelt. 
Tutwiler liegt im Zentrum der Region, die als Mississippi-Delta bezeichnet wird (nicht zu verwechseln mit dem Mississippi River Delta).
Blues-Fans ist Tutwiler bekannt als der Ort, wo der Blues begann. Hier hat W. C. Handy nach eigenen Angaben 1903 zum ersten Mal einen Mann einen Blues auf der Slide-Gitarre spielen hören, wozu er Goin' where the southern cross the dog sang – die seltsamste Musik, die er je gehört habe, so Handy. Der Rest ist Blues-Geschichte.
In der Nähe von Tutwiler befindet sich das Grab der Blues-Legende Sonny Boy Williamson II.

## Persönlichkeiten
- James E. Sherrard III (* 1943), Generalleutnant der United States Air Force